# アンドレア・ボチェッリ
アンドレア・ボチェッリ（Andrea Bocelli、1958年9月22日 - ）はイタリアのシンガーソングライター、歌手。盲目のハンディキャップを抱えたテノールとして知られている。アルバムの全世界売上枚数は9000万枚を超える。

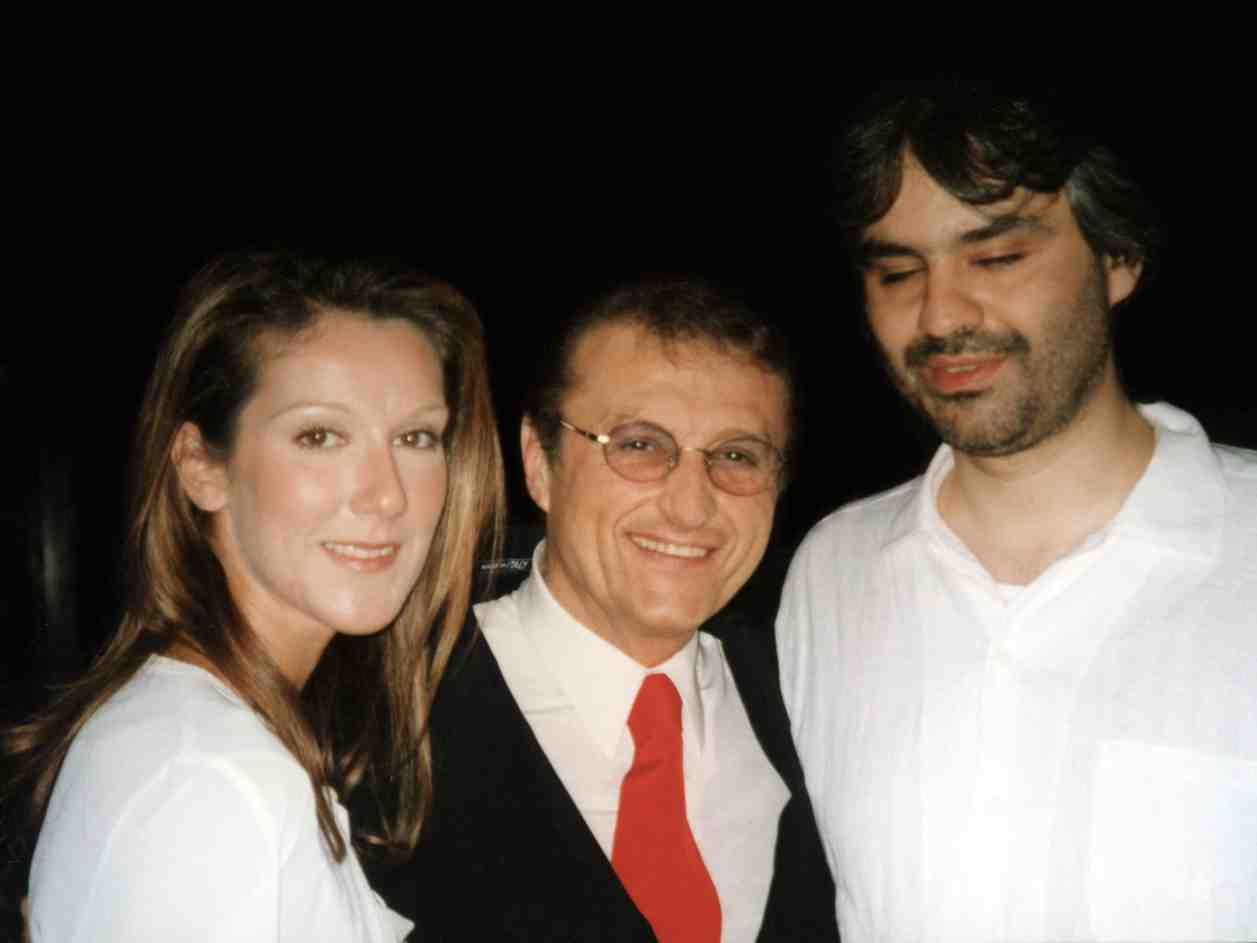
アンドレア・ボチェッリ with セリーヌ・ディオン and :en:Tony Renis in 2002.

## プロフィール

### 生い立ち
トスカーナ州のラヤーティコ村に生まれる。6歳でピアノを始め音楽の道に進むが、12歳の時にサッカーボールを頭に受け脳内出血を起こしたことで先天性緑内障が悪化して失明する。歌手になる夢は捨てきれずにいたが、障害を乗り越えて法学博士号を取得し弁護士として活躍していた。

### デビュー
世界的なテノール歌手であるルチアーノ・パヴァロッティとイタリアを代表するロック&ポップス歌手のズッケロ (Zucchero) に見出され1994年にデビュー。1994年のサンレモ音楽祭新人部門で優勝した。イタリアン・ポップス、カンツォーネの曲を収録したアルバムを2枚発表した後、「VIAGGIO ITALIANO」というアリアやナポリターナなどを歌ったアルバムを発売し、ヨーロッパ中で大ヒットとなる。このアルバムは初期2枚からのベスト盤となっている。
ボチェッリのために作られた「コン・テ・パルティロ」は、後にタイトルと歌詞の一部を英語に改めて「タイム・トゥ・セイ・グッバイ」としてサラ・ブライトマンとデュエットしたバージョンが発売され、1500万枚以上のセールスを記録した。

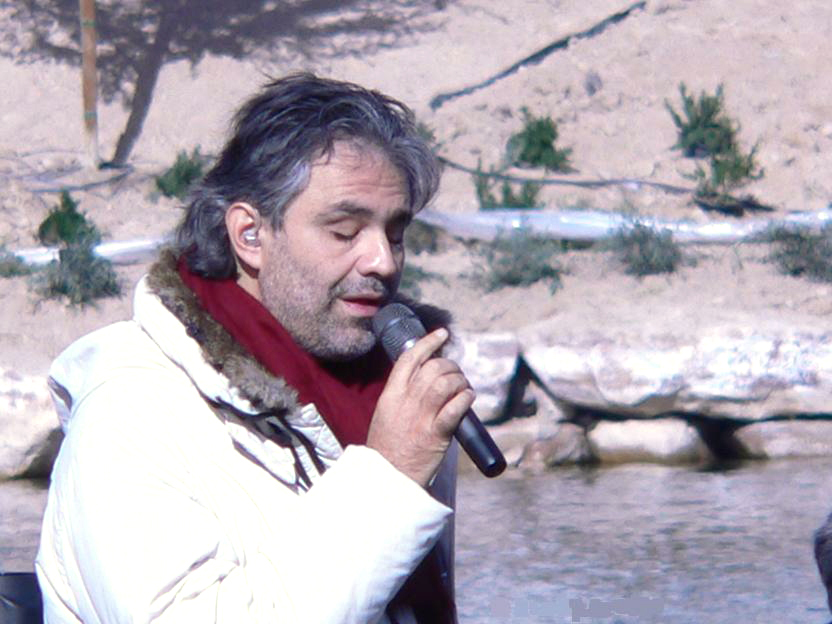
2006年、ネバダ州ヘンダーソンにて

### 現在
現在のイタリアを代表するテノール歌手の1人として高く評価されており、2006年に行われたトリノオリンピックの閉会式では「Because We Believe」を、2007年7月にロンドンで行われたダイアナ妃追悼コンサートでミュージカル「オペラ座の怪人」を披露するなどの幅広い活動を行っている。2007年9月には、ボチェッリの師匠筋にあたるパヴァロッティのモデナで行われた葬儀でも歌声を披露した。2008年2月10日第50回グラミー賞でパヴァロッティの追悼曲として自身のヒット曲である「The Prayer」をカバーしたジョシュ・グローバンと共に歌い上げた。2009年5月27日UEFAチャンピオンズリーグ決勝の開会セレモニーでは、チャンピオンズリーグアンセムに独自の歌声を重ねた。
2010年4月30日、中国で行われた上海国際博覧会のオープニングセレモニーではパヴァロッティの代名詞ともいえるオペラ「トゥーランドット」のアリア、「誰も寝てはならぬ」を披露し、2018年10月12日には、エリザベス女王の孫でもあるユージェニー王女とジャック・ブックスバンク氏とのロイヤル・ウェディングでその歌声を披露。J.S.バッハ（グノー編）による「アヴェ・マリア」、セザール・フランクによる「パニス・アンジェリクス（天使のパン）」の2曲を歌唱した。式は、ウィンザー城のセント・ジョージ・チャペルで行われ、世界中で何百万人もの人々が視聴した。
2020年4月12日、2019新型コロナウイルスによる急性呼吸器疾患の流行のため都市封鎖中のミラノの大聖堂で行われた無観客コンサート「MUSIC FOR HOPE（希望の音楽）」で「アメイジング・グレイス」など5曲を歌った。YouTubeストリーミングの同時視聴者数は、史上最大となる280万人にのぼった。
2020年6月26日は、新型コロナウイルスに感染していたと明らかにした。既に回復しており、新型コロナの治療研究用に自らの血漿を提供するためピサの病院を妻と共に訪れ、報道陣の取材に応じた。

## 日本での活動
- 2000年5月に、渋谷区のオーチャードホールでコンサートを行っている。2006年10月18日には、夏川りみとデュエットした「ソモス・ノビオス～愛の夢」が含まれる最新アルバム「貴方に贈る愛の歌」が発売された。
- 2008年4月14日に来日。

## 日本公演
- 2000年
  - 5月11日・13日・15日　Bunkamuraオーチャードホール
- 2008年
  - 4月15日・17日　東京国際フォーラムホールＡ
- 2010年
  - 4月28日　日本武道館
- 2016年
  - 4月28日　東京国際フォーラムホールＡ